# Ума Лехт
Ума Лехт (виро Uma Leht, досл. «Наша власна газета») — єдина газета вируською мовою, якою розмовляють у південній частині Естонії, у краї Вирумаа.
Газета заснована 1 серпня 2000 року. Газета належить Фундації Võro Selts VKKF і виходить на чотирьох сторінках що два тижні. 
Тематика газети складається з новин про вируську мову, культурну спадщину та традиційний спосіб життя людей.
4 листопада 2021 вийшов 500 номер.